# Narcisa di Gesù Martillo y Morán
Narcisa di Gesù Martillo y Morán (Nobol, 29 ottobre 1832 – Lima, 8 dicembre 1869) è stata una religiosa ecuadoriana; beatificata da papa Giovanni Paolo II nel 1992, è stata canonizzata da papa Benedetto XVI nel 2008.

## Biografia
Sesta di nove figli, Narcisa di Gesù Martillo y Morán nacque il 29 ottobre 1832 nel piccolo villaggio di San José a Nobol, in Ecuador, da Pedro Martillo e Josefina Morán, due proprietari terrieri.  Suo padre era un grande lavoratore, tanto che riuscì ad accumulare notevoli ricchezze; egli era devoto alla beata Maria Anna di Gesù e a san Giacinto di Polonia.
Sua madre morì nel 1838 e, consequenzialmente, la piccola Narcisa si dovette occupare di una gran parte delle faccende domestiche, mentre una delle sorelle maggiori e un'insegnante le insegnavano a leggere e scrivere, nonché a cantare, ad usare la chitarra, a cucire e a cucinare. La ragazza trasformò anche una piccola stanza della sua casa in una cappella domestica. Ricevette il sacramento della cresima il 16 settembre 1839. Narcisa frequentava un piccolo bosco vicino a casa sua per la contemplazione solitaria, mentre l'albero di guava presso il quale si recava è oggi una grande meta di pellegrinaggio. La ragazza scelse, come fece suo padre, la beata Maria Anna di Gesù come sua protettrice, con la quale si identificò e si sforzò di imitarne i gesti. Narcisa era dolce, premurosa e obbediente; inoltre era molto conosciuta e amata nel suo villaggio.
La morte di suo padre nel gennaio 1852 la spinse a trasferirsi a Guayaquil, dove visse con nobili di spicco; fu qui che iniziò ad aiutare i poveri e i malati e a prendersi cura dei bambini abbandonati. Fu anche qui che accettò un lavoro come sarta per finanziare la sua missione e per sostenere i suoi otto fratelli e sorelle. Ben presto si trasferì a Cuenca per alcuni mesi dove andava di casa in casa e viveva con chi l'avrebbe accolta (fu accolta anche dall'amica Mercedes de Jesús Molina y Ayala, poi beata, e l'aiutò ad organizzare un orfanotrofio), per concedersi più tempo per la contemplazione silenziosa e la penitenza. Nel 1865 il suo direttore spirituale si ammalò e nel 1868 morì, quando il vescovo locale la invitò a vivere con i Carmelitani, nonostante ella avesse rifiutato la proposta.
Nel giugno 1868 si trasferì a Lima su consiglio del suo nuovo direttore spirituale, il francescano Pedro Gual, dove visse nel convento domenicano di Patrocinio, pur non essendo monaca. Fu qui che seguì un impegnativo programma di otto ore di riflessione giornaliere, che si caratterizzava per il silenzio e la solitudine. Inoltre dedicava quattro ore della notte a varie forme di mortificazione che includevano la flagellazione e l'indossare una corona di spine. Digiunava solo a pane e acqua e si nutriva della sola eucaristia, mentre a volte veniva vista in uno stato estatico.
Alla fine del settembre 1869 sviluppò febbri alte e morì prima della mezzanotte dell'8 dicembre 1869. Immediatamente dopo la sua scomparsa, una suora riferì che un odore gradevole e dolce riempiva la stanza in cui era deceduta Narcisa. Morì all'apertura del Concilio Vaticano I. I suoi resti mortali furono ritenuti incorrotti al momento dell'esumazione nel 1955 e furono trasferiti dal Perù nella sua terra natale; lì restarono fino al 1972, quando vennero trasferiti nel villaggio di Nobol. Il 22 agosto 1998 a Nobol fu dedicato un santuario in suo onore, dove ora riposano le sue spoglie.

## Il processo di canonizzazione

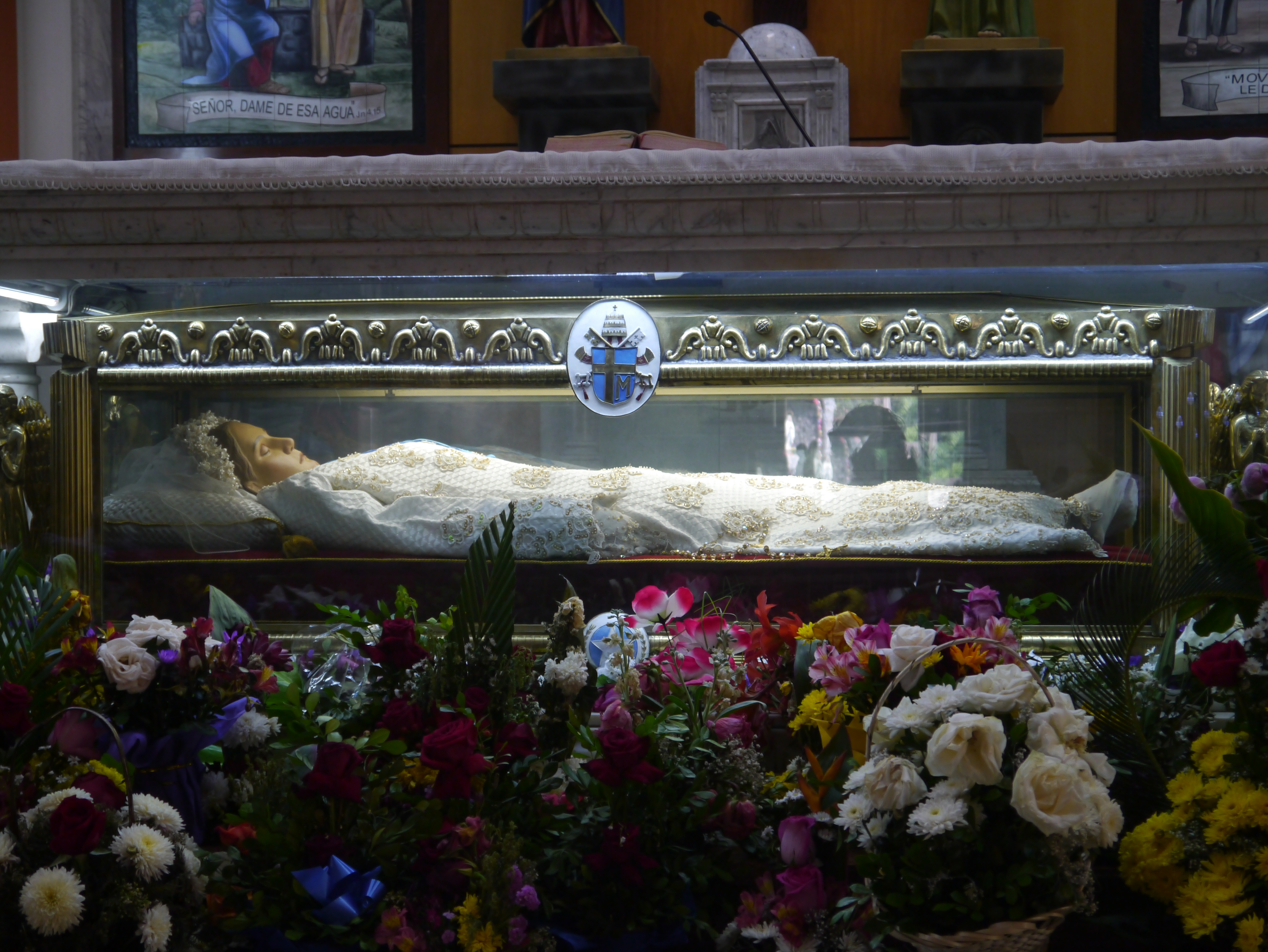
I suoi resti in Ecuador

Alla sua morte molta gente accorse per venerarla e in tanti l'acclamarono come santa. La causa di canonizzazione iniziò con il processo informativo incaricato di raccogliere la documentazione necessaria circa la sua biografia e la sua fama di santità. Il processo informativo si protrasse dal 26 settembre 1961 fino al 10 luglio 1962. La documentazione prodotta durante gli anni del processo informativo ricevettero l'approvazione teologica l'8 luglio 1965. La Positio venne dunque inviata a Roma presso la Congregazione dei riti (oggi Congregazione delle cause dei santi) per essere sottoposta ad un'ulteriore revisione, prima che gli storici la approvassero l'8 maggio 1974. L'introduzione formale della causa avvenne il 27 settembre 1975 quando papa Paolo VI la nominò Serva di Dio. I teologi si riunirono per discutere la causa il 24 luglio 1984 ma non raggiunsero voto unanime, perciò la seconda sessione si svolse il 20 dicembre 1984, la quale diede esito positivo. Anche i membri della Congregazione delle cause dei santi approvarono la causa il 16 giugno 1987. La Serva di Dio fu nominata Venerabile il 23 ottobre 1987 dopo che papa Giovanni Paolo II riconobbe le sue virtù eroiche.

### Il miracolo ai fini della beatificazione
Ai fini della beatificazione la Chiesa cattolica richiede che venga ritenuta inspiegabile scientificamente una qualsiasi guarigione improvvisa, completa e duratura a seguito dell'intercessione del candidato.
Il presunto miracolo riguardava la guarigione di Juan Pesántez Peñaranda, celibe, il quale, mentre stava lavorando nelle piantagioni di banane di Pasaje a El Oro, fu colpito alla fronte dal gambo di un casco di banane. Il trauma provocò la comparsa di una tumefazione che in seguito degenerò in un tumore maligno, nei confronti del quale risultarono inutili ripetuti interventi chirurgici. All'epoca, nel 1967, Juan aveva poco più di vent'anni e non credeva nei miracoli. All'ospedale Luis Vernaza il giovane incontrò un poliziotto che gli suggerì di invocare l'intercessione di Narcisa. Il malato era scettico sul fatto che questo avrebbe portato risultati, ma lo fece e quella stessa notte sognò proprio Narcisa, e a questo seguì la guarigione.
Il caso fu indagato presso il tribunale diocesano prima di essere inoltrato a Roma per ulteriori indagini. La Congregazione delle cause dei santi si espresse positivamente il 30 giugno 1984, mentre la Consulta Medica giudicò scientificamente inspiegabile la guarigione il 27 giugno 1991. Il 20 dicembre 1991 la commissione teologica dichiarò la guarigione miracolosa e avvenuta per intercessione della venerabile. La Congregazione delle cause dei santi approvò le risultanze di entrambi gli organi il 18 febbraio 1992. Papa Giovanni Paolo II approvò il miracolo il 7 marzo 1992 e la beatificazione venne celebrata dallo stesso pontefice in Piazza San Pietro il 25 ottobre 1992.

### Il miracolo ai fini della canonizzazione
Ai fini della canonizzazione la Chiesa cattolica ritiene necessaria l'approvazione di un secondo miracolo attribuito all'intercessione del candidato.
Il miracolo che portò alla santità la beata Narcisa di Gesù fu la guarigione di Edelmina Arellano, guarita nel 1992 da una malattia congenita. Edelmina nacque senza organi genitali e all'età di sette anni guarì inspiegabilmente. Un giorno la madre la portò al santuario dedicato all'allora beata Narcisa di Gesù e fece appello alla sua intercessione. Solo poche ore dopo la visita al santuario, la bambina fu visitata dal suo medico che testimoniò che la ragazza era perfettamente normale.
Il caso fu presentato alla Congregazione delle cause dei santi il 4 ottobre 2002. La Consulta Medica giudicò scientificamente inspiegabile la guarigione il 18 gennaio 2006, mentre la Commissione Teologica dichiarò la guarigione miracolosa e ottenuta per intercessione della beata il 4 aprile 2006. La Congregazione delle cause dei santi approvò le risultanze di entrambi gli organi il 19 dicembre 2006. Papa Benedetto XVI approvò il miracolo il 1º giugno 2007 e formalizzò la data della canonizzazione il 1º marzo 2008 durante il Concistoro Ordinario Pubblico, che si tenne nella Sala del Concistoro del Palazzo Apostolico Vaticano. Benedetto XVI canonizzò la beata il 12 ottobre 2008 durante una solenne celebrazione in Piazza San Pietro.